# Domadice
Domadice jsou obec na Slovensku v okrese Levice.  První zmínka o obci je z roku 1138. Nachází se zde římskokatolický kostel Obrátenia sv. Pavla. Obec má 236 obyvatel (31. 12. 2017) a hustota zalidnění je 17,33 obyvatel na km2.